# Sphinta
Sphinta är ett släkte av fjärilar. Sphinta ingår i familjen ädelspinnare.
Kladogram enligt Catalogue of Life:
| Sphinta | \| \| Sphinta cossoides \| \| \| \| \| \| Sphinta schausiana \| \| \| \| |
|         | \| \| Sphinta cossoides \| \| \| \| \| \| Sphinta schausiana \| \| \| \| |
|         | Sphinta cossoides                                                        |
|         |                                                                          |
|         | Sphinta schausiana                                                       |
|         |                                                                          |